# Tablas Monte
Tablas Monte es una localidad de Bolivia, perteneciente al municipio de Villa Tunari, ubicado en la provincia de Chapare del departamento de Cochabamba.

## Geografía
En cuanto a distancia, se encuentra a 104 km de la ciudad de Cochabamba, la capital departamental, y está situada a 2.056 metros sobre el nivel del mar.

## Demografía
Según el último censo de 2012 realizado por el Instituto Nacional de Estadística de Bolivia (INE), la localidad cuenta con una población de 690 habitantes.

### Población de Tablas Monte
| Año  | Población | Fuente                  |
| ---- | --------- | ----------------------- |
| 1992 | 247       | Censo boliviano de 1992 |
| 2001 | 455       | Censo boliviano de 2001 |
| 2012 | 690       | Censo boliviano de 2012 |